# Clássico da Técnica e Disciplina
O Clássico da Técnica e Disciplina envolve os times América Futebol Clube e Clube Náutico Capibaribe. É um Derby da cidade do Recife, sendo um dos mais antigos do estado com mais de 100 anos de rivalidade.

## História
O primeiro jogo ocorreu em 15/08/1916: Náutico 0 x 6 América. A rivalidade foi prejudicada pela queda de rendimento do América que chegou a ficar fora da primeira divisão do campeonato pernambucano por alguns anos.
A rivalidade entre América e Náutico era grande até a primeira metade do Século XX, cujos torcedores se estranhavam frequentemente. Tamanha rivalidade originou inclusive o Timbu, mascote alvirrubro, no início com intenção pejorativa, pois durante o intervalo do clássico na Jaqueira, o técnico alvi-rubro disponibilizou aos jogadores conhaque para que se mantivessem aquecidos por conta do mal tempo. A torcida esmeraldina, grande maioria no seu antigo estádio, gritaram o nome do animal, para ofender o clube rival, fato ocorrido na Década de 1930.

## Retrospecto
No retrospecto dos encontros no período de 1916 até 2012, temos os seguintes números:
Clássico da Técnica e da Disciplina – América versus Náutico
296 jogos
185 vitórias alvirrubras (62,50%)
57 empates (19,25%)
54 vitórias alviverdes (18,24%)